# Tobrilia imberbis
Tobrilia imberbis är en rundmaskart som först beskrevs av Andrassy 1953.  Tobrilia imberbis ingår i släktet Tobrilia och familjen Tripylidae. Inga underarter finns listade i Catalogue of Life.